# Święta Święta!
Święta Święta! (ang. Let's Celebrate!) – brytyjski serial popularnonaukowy, w Polsce emitowany był na kanale CBeebies w latach 2011–2013.

## Fabuła
Od petard i smoczych tańców chińskiego Nowego Roku po kolędy i kartki świąteczne - Święta Święta! zabiera widzów w głośną, kolorową i pełną życia trasę po Wielkiej Brytanii, pokazując, jak dzieci obchodzą różne festiwale religijne i kulturalne w całym kraju. Fan takich właśnie świąt, Thomas Ticker (grany przez Patricka Lyncha), przedstawia festiwale ze swojego „domu imprezowego”.

## Obsada
- Patrick Lynch – prezenter[2]

## Spis odcinków
| N°  | Nieoficjalny polski tytuł | Angielski tytuł  | Miejsce festiwalu        |
| --- | ------------------------- | ---------------- | ------------------------ |
| 1.  | Święta Bożego Narodzenia  | Christmas        | Bournemouth              |
| 2.  | Święto Norouz             | Norouz           | tereny Wielkiej Brytanii |
| 3.  | Dzień świętego Patryka    | St Patrick's Day | Downpatrick              |
| 4.  | Święto Holi               | Holi             | Birmingham               |
| 5.  | Dzień świętego Dawida     | St David’s Day   | Walia                    |
| 6.  | Święto Purim              | Purim            | Londyn                   |
| 7.  | Święto Vaisakhi           | Vaisakhi         | Gravesend                |
| 8.  | Chiński Nowy Rok          | Chinese New Year | Liverpool                |
| 9.  | Wielkanoc                 | Easter           | Lancashire               |
| 10. | Karnawał                  | Carnival         | Londyn                   |
| 11. | Święto Eid–ul–Fitr        | Eid–ul–Fitr      | Manchester               |
| 12. | Święto Wesak              | Wesak            | Glasgow                  |
| 13. | Święto Diwali             | Diwali           | Leicester                |
| 14. | Dzień świętego Andrzeja   | St Andrew’s Day  | Szkocja                  |
| 15. | Dzień świętego Grzegorza  | St George’s Day  | Bedfordshire             |